# Локалитет Умка - Кузмино брдо
Локалитет Умка - Кузмино брдо се налази у насељу Винци, на обали Дунава, 7km северно од Голупца. 
Локалитет представља непокретно културно добро као археолошко налазиште.
Остаци римског утврђења није истраживано, тако да о њему постоји веома мало података. По положају је јасно да је представљало део система војних објеката на римској дунавској граници, лимесу. Дунавска обала је у овој зони формиран од пешчаних наноса и узвишена је 4 до 5m, тако да се у одсеченим профилима делимично виде делови камених бедема и културни слојеви, који сведоче о трајању живота на овом војном пункту. По конфигурацији терена се наслућује да је имало правоугаону основу и куле на угловима. Део утврђења је уништен одроњавањем профила према Дунаву.